# Карцано
Карцано (італ. Carzano) — муніципалітет в Італії, у регіоні Трентіно-Альто-Адідже,  провінція Тренто.
Карцано розташоване на відстані близько 470 км на північ від Рима, 30 км на схід від Тренто.
Населення — 521 особа (2014).
Щорічний фестиваль відбувається 5 серпня. Покровитель — Madonna della Neve.

## Демографія
Населення за роками:

Станом на 1 січня 2023 року в муніципалітеті офіційно проживали 22 іноземці з 7 країн, серед них 4 громадяни країн Євросоюзу.

## Сусідні муніципалітети
- Кастельнуово
- Скурелле
- Тельве